# Olympische Jugend-Sommerspiele 2014/Teilnehmer (Malaysia)
| Gelbes Symbol für Goldmedaillen mit stilisierten Olympischen Ringen | Graues Symbol für Silbermedaillen mit stilisierten Olympischen Ringen | Braundes Symbol für Bronzemedaillen mit stilisierten Olympischen Ringen |
| ------------------------------------------------------------------- | --------------------------------------------------------------------- | ----------------------------------------------------------------------- |
| —                                                                   | 1                                                                     | 1                                                                       |

Die Jugend-Olympiamannschaft aus Malaysia für die II. Olympischen Jugend-Sommerspiele vom 16. bis 28. August 2014 in Nanjing (Volksrepublik China) bestand aus 20 Athleten.

## Athleten nach Sportarten

### Badminton
| Mädchen - Lee Ying Ying Einzel: 9. Platz Mixed: 5. Platz (mit Lu Chia-Hung Chinesisch Taipeh) | Jungen - Cheam June Wei Einzel: 5. Platz Mixed: Gold (mit Ng Tsz Yau Hongkong) |

### Bogenschießen
Jungen
- Muhamad Zarif Syahir Zolkepeli
Einzel: 9. Platz
Mixed: Silber  (mit Cynthia Freywald  Deutschland)

### Golf
| Mädchen - Kan Kah Yan Einzel: 22. Platz Mixed: 22. Platz | Jungen - Low Khai Jei Einzel: 18. Platz Mixed: 22. Platz |

### Leichtathletik
| Mädchen - Kirthana Ramasamy Dreisprung: 5. Platz 8 × 100 m Mixed: 32. Platz | Jungen - Mohamed Muhamad 110 m Hürden: 12. Platz 8 × 100 m Mixed: 8. Platz - Norshafiee Mohd Shah Hochsprung: 13. Platz 8 × 100 m Mixed: 17. Platz |

### Reiten
- Praveen Nair Mathavan
Springen Einzel: 10. Platz
Springen Mannschaft: 5. Platz (im Team Australasien)

### Rhythmische Sportgymnastik
Mädchen
- Olivia Tai
Einzel: 10. Platz

### Schießen
Jungen
- Abdul Hadi Abd Malek
Luftpistole 10 m: 12. Platz
Mixed: 17. Platz (mit Alejandra Cervantes  Mexiko)

### Schwimmen
| Mädchen - Angela Chieng 400 m Freistil: 21. Platz 800 m Freistil: 17. Platz - Yap Siew Hui 50 m Schmetterling: 22. Platz 100 m Schmetterling: 19. Platz | Jungen - Lim Ching Hwang 50 m Freistil: 28. Platz 100 m Freistil: 19. Platz 200 m Freistil: 10. Platz 50 m Brust: 34. Platz - Welson Sim 200 m Freistil: 13. Platz 400 m Freistil: 11. Platz 800 m Freistil: 15. Platz |

### Segeln
| Mädchen - Nur Shazrin Mohamad Latif Byte CII: 6. Platz | Jungen - Asri Azman Byte CII: 8. Platz |

### Taekwondo
Mädchen
- Mohana Priya Mariappen
Klasse bis 63 kg: 5. Platz

### Turnen
Jungen
- Jeremiah Loo
Einzelmehrkampf: 18. Platz
Barren: 7. Platz
Seitpferd: 8. Platz

### Wasserspringen
Mädchen
- Loh Zhiayi
Kunstspringen: Bronze 
Turmspringen: Silber 
Mixed: 7. Platz (mit Alexis Jandard  Frankreich)